# Banco Central do Kuwait
O Banco Central do Kuwait oferece um sistema de moeda rigoroso em nome do Estado do Kuwait. O banco regula o mercado de ações do Kuwait junto com a Bolsa de Valores do Kuwait, o Ministério do Comércio e Indústria e o Ministério das Finanças.

## Visão geral
Foi criado em 30 de junho de 1969, tendo lançado sua Unidade de Inteligência Financeira em 2003.
Salem Abdulaziz Al Sabah serviu como presidente do banco até fevereiro de 2012. Mohammad Al Hashel sucedeu a Sabah como presidente em março de 2012 e Yousef Al Obaid como vice-governador em maio de 2012.